# لاین بوبین
لاین بوبین (انگلیسی: Layne Beaubien؛ زادهٔ july ۴, ۱۹۷۶ (۴۸ سال)) ورزشکار واترپلو اهل ایالات متحده آمریکا است.
وی در مسابقات کشوری و بین‌المللی در مجموع برندهٔ ۱ مدال طلا، ۱ مدال نقره شده‌است.